# Roberto Fabbriciani
Roberto Fabbriciani (født 1949 i Arezzo) er en italiensk fløjtenist. Han arbejder mest med ny musik og har været med til at udvikle hyperbasfløjten.